# FV Bonn-Endenich
Der FV Bonn-Endenich (offiziell: Fußballverein Bonn-Endenich 1908 e. V.) ist ein Fußballverein aus dem Bonner Stadtteil Endenich. Die erste Mannschaft der Männer spielte von 2023 bis 2025 in der Mittelrheinliga.

## Geschichte
Der Verein entstand in seiner heutigen Form im Jahre 1920, als sich der im Jahre 1908 gegründete FK Viktoria Endenich mit dem drei Jahre später entstandenen FC Alemannia Endenich fusionierte. Ab 1919 nahm der FK Viktoria am Spielbetrieb des Westdeutschen Fußballverbandes teil. Im Jahre 1951 stieg der FV Bonn-Endenich erstmals in die Bezirksklasse auf und wurde in der folgenden Saison auf Anhieb Dritter. Im Jahre 1958 stiegen die Endenicher als Tabellenletzter wieder ab. Es folgten mehrere Jahrzehnte, in denen die Endenicher lediglich auf Kreisebene spielten, bevor der Mannschaft im Jahre 1993 der Aufstieg in die Bezirksliga gelang. Nach nur einer Saison ging es wieder runter in die Kreisliga A. Zwischenzeitlich wieder in die Kreisliga B abgerutscht, kehrten die Endenicher im Jahre 2009 in die Bezirksliga zurück und schafften drei Jahre später den Aufstieg in die Landesliga Mittelrhein. Nach vielen Jahren mit unterschiedlichem Erfolg gelang im Jahre 2023 der Aufstieg in die Mittelrheinliga. Zwei Jahre später stiegen die Endenicher wieder ab.

## Erfolge
- Aufstieg in die Fußball-Mittelrheinliga: 2023
- Aufstieg in die Landesliga Mittelrhein: 2012
- Sieger des Kreispokals Bonn: 2008, 2017, 2018, 2023[3]

## Stadion
Heimspielstätte des FV Bonn-Endenich ist die Bezirkssportanlage West an der Röckumstraße, die Platz für 2500 Zuschauer bietet. Es wird auf Kunstrasen gespielt.

## Persönlichkeiten
- Jupp Nettekoven; Schiedsrichter in der damals erstklassigen Oberliga West, leitete neun Endrundenspiele um die deutsche Meisterschaft